# ماركو مينديز
ماركو مينديز هو فنان قصص مصورة برتغالي، ولد في 1978.